# Mario Götze
Mario Götze (n. 3 iunie 1992, Memmingen, Bavaria, Germania) este un fotbalist german, care joacă la clubul Eintracht Frankfurt. Este de asemenea jucător al echipei naționale de fotbal a Germaniei, pentru care a marcat golul victoriei din finala Campionatului Mondial din 2014.
Fostul director tehnic de la Asociația Germană de Fotbal, Matthias Sammer, crede despre Götze că este „unul dintre cele mai bune talente pe care le-am avut vreodată”. Franz Beckenbauer a spus despre Mario Götze și despre Marco Reus că formează cel mai puternic duo de mijlocași din istoria fotbalului.
Este marcatorul singurului gol al finalei Campionatului Mondial din 2014, în partida cu Argentina, încheiată cu scorul de 1-0.
În 2013 a fost transferat de clubul Bayern München de la Borussia Dortmund, achitând clauza de reziliere de 37 mil. de euro.
Este căsătorit cu actrița și fotomodelul Ann-Kathrin Brommel.

## Legături externe
Materiale media legate de Mario Götze la Wikimedia Commons
- Site web oficial de
- de Mario Götze la fussballdaten.de
- Mario Götze pe site-ul National-Football-Teams.com
- Mario Götze pe site-ul FIFA (arhivat)
- Mario Götze – pe site-ul UEFA